# IC 4320
IC 4320 је лентикуларна галаксија у сазвјежђу Хидра која се налази на листи објеката дубоког неба у Индекс каталогу.
Деклинација објекта је - 27° 13' 54" а ректасцензија 13h 44m 3,7s. Привидна величина (магнитуда) објекта IC 4320 износи 13,3 а фотографска магнитуда 14,3. IC 4320 је још познат и под ознакама ESO 509-101, MCG -4-32-53, AM 1341-265, PGC 48655.